# 东子
东子（1966年11月—），男，原名范景宇，家庭教育专家，生于吉林省扶余市，毕业于陕西师范大学。
他倡导并践行“父亲教育”和“快乐教育”，出版有《没有什么不可以》、《好爸爸胜过好老师》、《发现父亲》、《做父亲的幸福》等教育和心理专著。